# Nightbitch. Bestia di notte
Nightbitch è un film del 2024 scritto e diretto da Marielle Heller.
La pellicola è l'adattamento cinematografico del romanzo Nightbitch - Bestia di notte di Rachel Yoder.

## Trama
Una donna ha messo da parte la sua promettente carriera di artista per fare la mamma a tempo pieno occupandosi del figlio, che ha due anni. Il marito è spesso via per lavoro, quindi è lei a dover badare quasi esclusivamente al bambino. Ella è oppressa dal suo ruolo, rimpiange il futuro che avrebbe potuto avere come pittrice e non regge le norme della società che la vedono, tra le varie cose, a doversi confrontare con le altre genitrici. Pian piano comincia a elaborare, per sfogarsi, pensieri aggressivi verso chi le stia intorno.
Lentamente la donna comincia a sperimentare cambiamenti fisici surreali: chiazze di pelo sul corpo, una coda che le cresce, capezzoli aggiuntivi, un acutizzato senso dell'olfatto. All'inizio liquida questi sviluppi come sintomi di stress emotivo e perimenopausa, ma presto si convince che si stia invece trasformando in un cane. Da lì anche i suoi sogni relativi all'infanzia vengono influenzati: si ricorda di sua madre che correva a quattro zampe e cucinava insoliti pasti. Decide così di documentarsi e ciò la porta a essere ancora più sicura della presunta metamorfosi in corso. Tutto sommato accoglie bene questa circostanza, perché adottando i comportamenti tipici di un cane trova finalmente liberazione dalle aspettative sociali, e spinge il figlio a seguirla nel suo nuovo e bislacco atteggiamento facendolo giocare con altri quadrupedi, facendolo mangiare nelle ciotole e dormire in una cuccia.
Il marito della donna, che non ha mai capito le esigenze e i problemi di sua moglie, ha forti dubbi sulla direzione presa dalla famiglia, e in seguito a un litigio i due coniugi optano per separarsi. Ciò porta un inaspettato beneficio alla donna, la quale comincia a levigare i suoi istinti animaleschi (che nel frattempo hanno reso sempre più ribelle il figlio).
Tempo dopo, marito e moglie sono nuovamente uniti. Lei, che ha infine ritrovato e sfruttato la sua verve artistica, dà alla luce una figlia.

## Produzione
Nel luglio 2020 Annapurna Pictures acquistò i diritti cinematografici del romanzo di Rachel Yoder (all'epoca ancora inedito), con l'intenzione di trarne un film con Amy Adams. Le riprese sono iniziate a Los Angeles nell'ottobre 2022.

## Promozione
Il primo trailer è stato diffuso il 3 settembre 2024.

## Distribuzione
Il film è stato presentato in anteprima assoluta al Toronto International Film Festival il 7 settembre 2024, prima di essere distribuito nelle sale statunitensi il 6 dicembre successivo. In Italia il film è stato pubblicato in esclusiva sulla piattaforma Disney+ il 24 gennaio 2025.

## Riconoscimenti
- 2025 – Golden Globe[6]
  - Candidatura per la migliore attrice in un film commedia o musicale a Amy Adams